# واندا دي إيزيدورو
واندا دي إيزيدورو (بالإنجليزية: Wanda D'Isidoro)‏٬ ممثلة فنزويلة، ولدت في بوسطن، ماساتشوستس، بالولايات المتحدة الأمريكية في (20 أكتوبر عام 1977).

## بداياتها
في عام 2013 كانت جزءا من سوبر الإنتاج من تيلموندو، حيث إنتحلت شخصية باربرا كانو، (الشريرة الرئيسية) في مسلسل الشيطانة المقدسة، والتي لأول مرة في شهر أغسطس عام 2013، تقاسم الأدوار مع غابي اسبينو، آرون دياز، كارلوس بونس وخيمينا دوكي.
حاليا، تجسد شخصية سوزانا سانتيلان في مسلسل ملكة القلوب (مسلسل أمريكي)، السيدة الراقية، جنبا إلى جنب مع بابلو أزار، وتقاسم الأدوار مع باولا نونيز، أوخينيو سيلر، خوان سولير وكاثرين سياتشوكي.

## روابط خارجية
- واندا دي إيزيدورو على موقع IMDb (الإنجليزية)
- واندا دي إيزيدورو على موقع روتن توميتوز (الإنجليزية)